# Roberto De Marchi
Roberto De Marchi (ur. 20 sierpnia 1896 w Genui, zm. w 1967) – włoski zapaśnik walczący w stylu klasycznym. Olimpijczyk z Paryża 1924, gdzie zajął dwudzieste miejsce w wadze lekkiej.

## Letnie Igrzyska Olimpijskie 1924
| Konkurencja            | Rundy eliminacyjne           | Rundy eliminacyjne      | Klas. końcowa |
| Konkurencja            | Przeciwnik I                 | Przeciwnik II           | Miejsce       |
| ---------------------- | ---------------------------- | ----------------------- | ------------- |
| 67,5 kg styl klasyczny | František Kratochvíl (TCH) P | Lajos Keresztes (HUN) P | 20.           |